# Segment orbital Axiom
Le segment orbital Axiom (Axiom Orbital Segment, ou Axiom Station, en anglais) est un projet de station spatiale pour le tourisme spatial. Prévu initialement pour 2024 (le lancement du premier module est aujourd'hui repoussé à fin 2026), il est développé par la société américaine Axiom Space. La station doit évoluer à environ 400 km en orbite terrestre,,.

## Contexte
Les nombreux succès, dans les années 2010, de lancement de fusées américaines par SpaceX relancent les projets de tourisme spatial et de vols spatiaux commerciaux de manière générale. Le projet américain d'habitat spatial Segment orbital Axiom fait suite à divers projets de tourisme spatial de Virgin Galactic de Richard Branson, Blue Origin de Jeff Bezos, les stations de Bigelow Aerospace, Aurora, Station Voyager. 

### Segment orbital Axiom de l'ISS
Le segment orbital Axiom est conçu par Axiom Space (fondé par Michael Suffredini, ex directeur des programmes de la Station spatiale internationale), avec pour objectif de développer avec la NASA le vol spatial privé vers l’ISS. Il est constitué de trois modules amarrés entre eux et liés à l'ISS au port d'amarrage avant du module Harmony, en lieu et place des modules PMA-2 et IDA-2, qui devront être relocalisés. Les touristes spatiaux voyageront en véhicule spatial Crew Dragon de SpaceX, ou Boeing CST-100 Starliner, pour des séjours touristiques d'une dizaine de jours, à des coûts individuels annoncés de 55 millions de dollars. Deux des modules en question, dont Axiom Hab One (AX-H1), sont en construction à Cannes dans l'usine de Thales Alenia Space

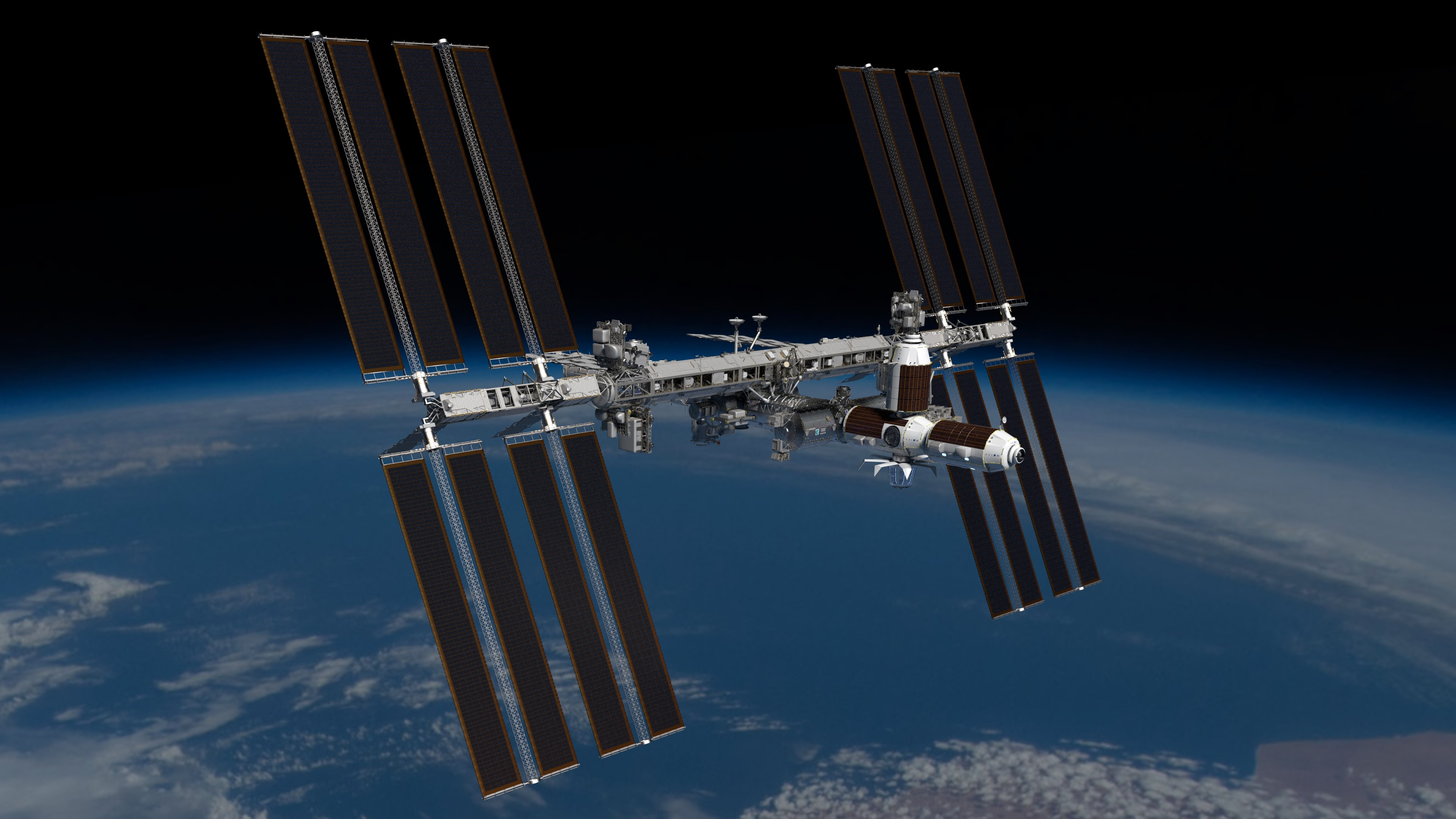
Le segment orbital Axiom amarré à la Station spatiale internationale.
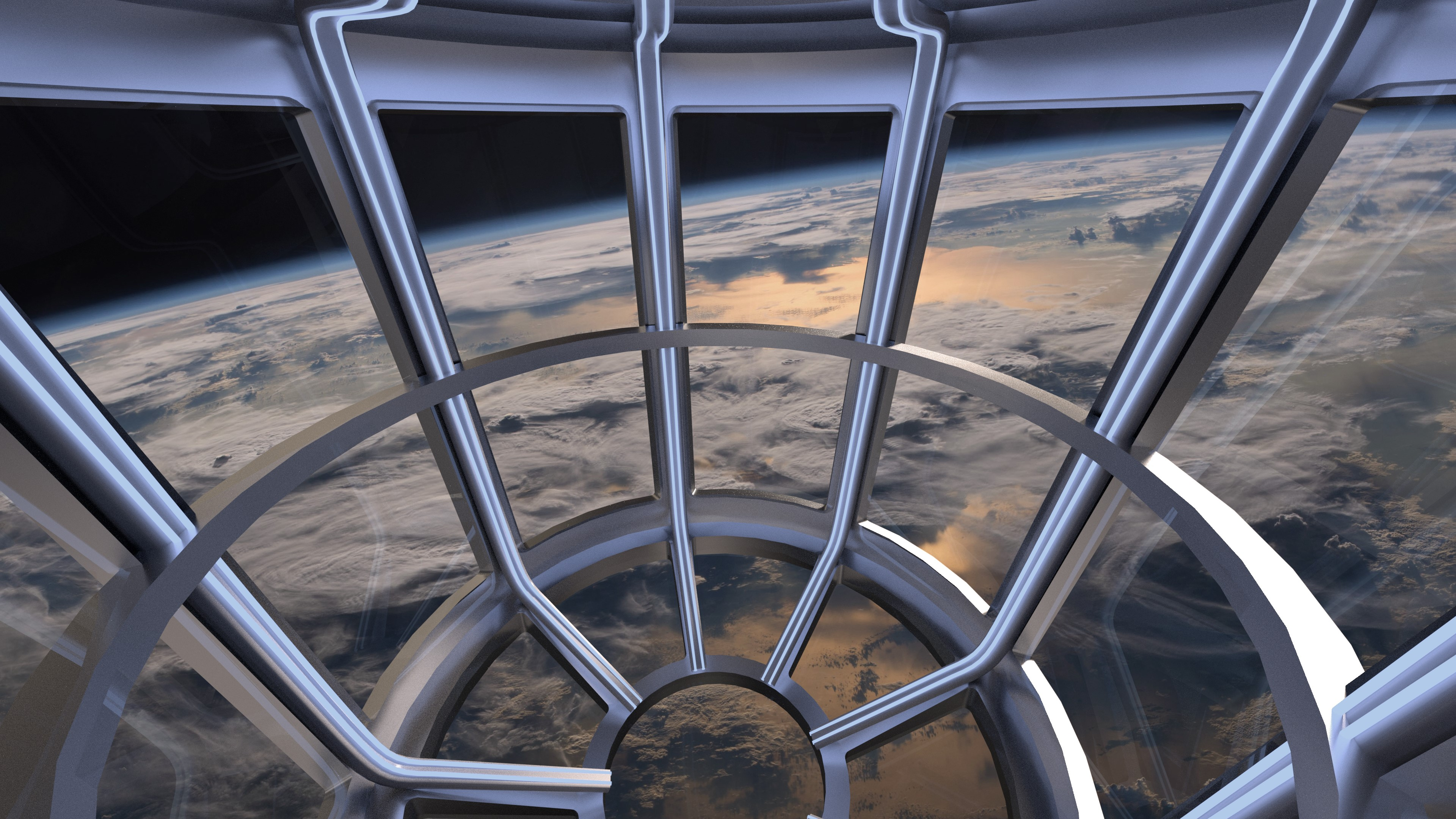
Dôme-coupole inférieur panoramique entièrement vitré.

Une importante partie de ce projet est réalisée par les sociétés française Thales Alenia Space (TAS, filiale de Thales) et italienne Leonardo. L'architecture et le décor intérieur du module d'habitation sont réalisés par le designer français Philippe Starck, avec chambre en forme d'œuf-cocon capitonnée (adaptée à une vie en liberté multi-directionnelle en impesanteur), parsemée de centaines de nano-diodes à couleurs variantes, fenêtres et hublots panoramiques, lit rétractable, écrans tactiles, et système de communication individuel à haut débit vers la Terre,. Un dôme-coupole inférieur entièrement vitré, similaire à la Cupola, permet une vue panoramique à 360° sur la Terre,.

### Station spatiale Axiom
Axiom Space prévoit dans les années 2030, en fin d'activité d'ISS, de détacher ses modules pour en faire une station spatiale indépendante, de 110 m de longueur, ayant une capacité d'accueil de 16 personnes, reprenant l'idée du projet russe similaire Orbital Piloted Assembly and Experiment Complex (OPSEK) qui consistait à récupérer les modules du segment orbital russe de l'ISS,.